# Magnanapoli

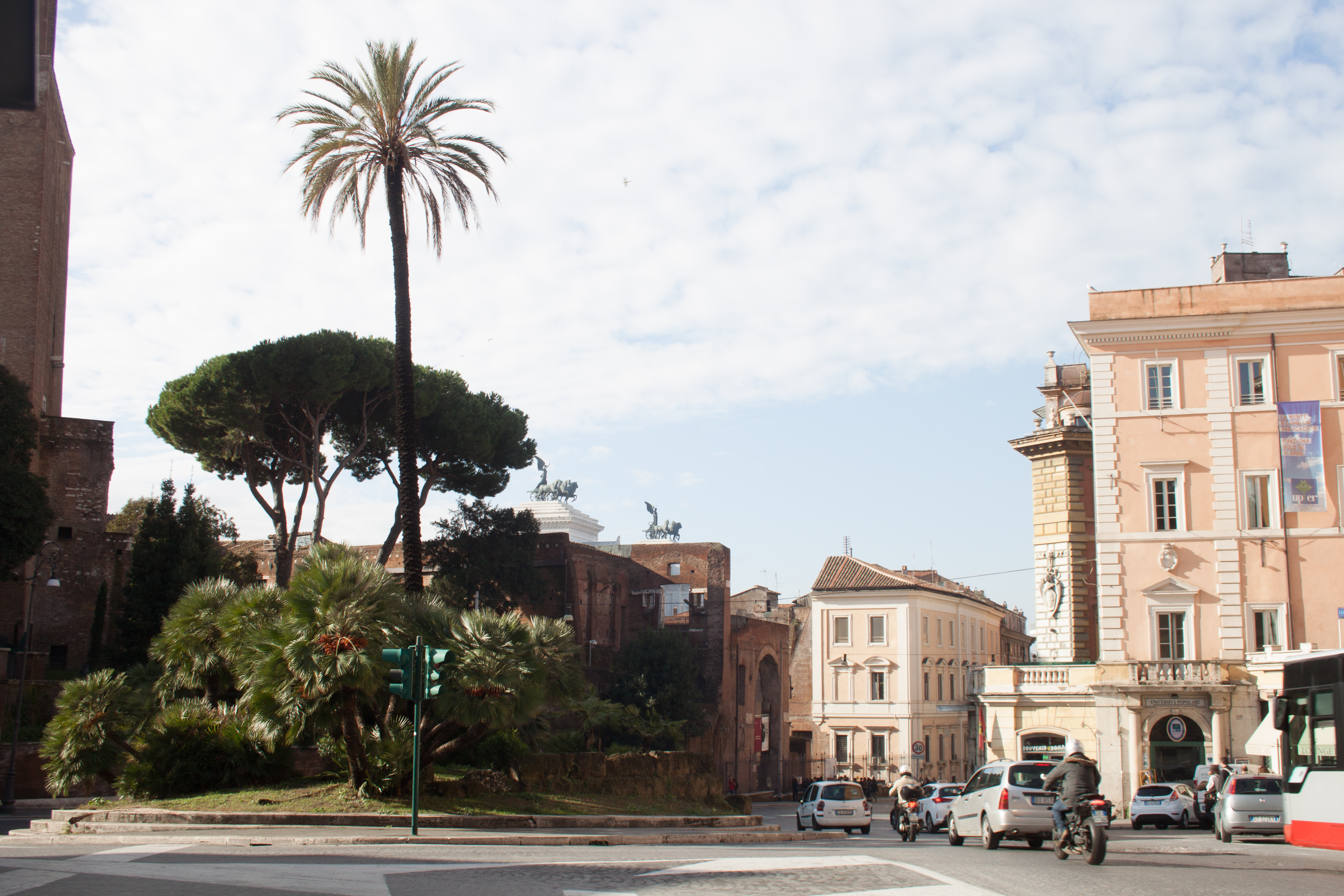
Largo Magnanapoli

Magnanapoli é uma região do Monte Quirinal em Roma, Itália, e que significa literalmente "Grande Nápoles". Uma das explicações para a origem do nome é de que seria uma corruptela de "balnea Pauli" ("Termas de Paulo"), um nome pelo qual era conhecido o vizinho Mercado de Trajano quando se acreditava que o complexo era termas romanas construídas pelo papa Paulo I. Outra teoria defende que seria uma referência ao título de "Magnus Neapolitani Regni Connestabilis" ("Grande [homem] do Co-estabelecido Reino de Nápoles") utilizado pela família Colonna e uma referência aos seus inúmeros feudos no Reino de Nápoles. A família controlava muitas torres na região, similares à Torre delle Milizie — que não era uma delas e foi construída justamente para se opor às torres dos Colonna — e a corruptela pode ter se originado na forma de uma inscrição abreviada ou danificada.
Atualmente, na Piazza Magnanapoli ou Largo Magnanapoli estão as igrejas Santa Caterina a Magnanapoli e a vizinha Santi Domenico e Sisto, que serve como igreja da Pontifícia Universidade de São Tomás de Aquino (Angelicum), além da Villa Aldobrandini.